# Edmund A. Chester
Edmund A. Chester alla nascita Edmund Albert Chester (Louisville, 22 giugno 1897 – Mount Dora, 14 ottobre 1973) è stato un direttore artistico e giornalista statunitense presso le reti CBS radio e televisione durante gli anni '40. In qualità di direttore delle relazioni latinoamericane ha collaborato con il Dipartimento di Stato per sviluppare la rete radiofonica "La Cadena de Las Americas" della CBS a sostegno del panamericanismo durante la seconda guerra mondiale. È stato anche giornalista molto rispettato e capo ufficio per l'America Latina presso Associated Press e vicepresidente presso La Prensa Asociada negli anni '30. È stato insignito dell'Ordine Nazionale al Merito Carlos Manuel de Cespedes dal governo di Cuba in riconoscimento dei suoi sforzi per promuovere una maggiore comprensione tra i popoli di Cuba e degli Stati Uniti d'America.

## Biografia
Nel corso di una carriera giornalistica durata oltre un ventennio, assunse un ruolo centrale nello sviluppo di una valida rete internazionale di trasmissioni radiofoniche che collegasse gli Stati Uniti d'America con le nazioni in via di sviluppo dell'America meridionale e dell'America centrale per la rete CBS dal 1940 fino al 1949. Come direttore delle trasmissioni a onde corte per la CBS ha supervisionato la creazione di questo vasto servizio a onde corte che era ampiamente conosciuto in tutto il Sud America come la Rete delle Americhe (La Cadena de las Americas).

### Associated Press
Prima di accettare l'invito di William S. Paley a unirsi alla rete CBS, Edmund Chester ha lavorato come giornalista in America Latina per l'Associated Press per vent'anni. È entrato per la prima volta nell'Associated Press nel 1930 a Louisville, Kentucky, dopo aver lasciato la sua posizione nel Louisville Courier-Journal. Durante questo periodo ha fatto vari reportage di diversi eventi storici tra cui: la Conferenza Panamericana di Lima nel 1938, il catastrofico terremoto in Cile, a Chilián del 23 gennaio 1939, 5 638 (dati ufficiali, tra i 20 000 e i 30 000 la stima) e la Conferenza Panamericana dell'Avana nel 1940. Negli anni successivi si è messo in luce come amministratore delegato per l'America Latina del Dipartimento dell'Associated Press e vicepresidente della filiale latinoamericana dell'Associated Press, La Presnes Asociada.

### CBS network
Dopo essere entrato a far parte della CBS nel 1940, Chester assunse la carica di vicepresidente del Columbia Broadcasting System e assistette William S. Paley e diplomatici di alto livello dell'America meridionale nello sviluppo degli intricati standard di trasmissione che sarebbero serviti come base per questo vitale collegamento informativo. durante la turbolenta era della seconda guerra mondiale. Collaborò anche con le sue controparti in Europa durante il secondo dopoguerra al fine di coordinare la creazione di nuovi standard tecnici di trasmissione e l'espansione della rete di trasmissione che collegava i due continenti.
I suoi sforzi non si sono limitati allo sviluppo tecnico delle capacità di trasmissione mondiale della CBS. In qualità di direttore delle relazioni latinoamericane della CBS, Chester lavorò di concerto con il Dipartimento di Stato, l'Ufficio del Coordinatore degli affari inter-americani degli Stati Uniti (OCIAA) e Voice of America, supervisionando allo stesso tempo lo sviluppo dei notiziari e della programmazione culturale per le trasmissioni in diretta in Nord America e America Latina dagli studi di trasmissione della CBS a New York City. Queste fantasiose iniziative culturali servirono a promuovere benevoli relazioni diplomatiche e scambi culturali di alto livello in tutto il Sud America come parte del sostegno del presidente Franklin Roosevelt al panamericanismo e alla diplomazia culturale durante gli anni '40. Programmi popolari come Viva America hanno messo in mostra talenti musicali professionali di altissimo livello in concerti dal vivo preservando l'autenticità culturale e sono stati supervisionati dal Dipartimento di Stato e dall'Ufficio per gli affari interamericani durante il mandato di Nelson Rockefeller.

Chester presentò musicisti di spicco sia del Nord America che del Sud America per lunghe apparizioni in queste trasmissioni. Tra questi artisti figuravano Alfredo Antonini, direttore d'orchestra statunitense; Juan Arvizu, messicano, "Tenore dalla voce di seta"; Nestor Mesta Chaires, tenore messicano, alias "El Gitano De Mexico"); Eva Garza (cantautrice messicana); Terig Tucci, compositore/arrangiatore argentino; John Serry, Sr., fisarmonicista/compositore americano; Elsa Miranda, cantante portoricana; Los Panchos Trio, Manuolita Arriola (1946) e i membri della CBS Pan American Orchestra. Reclutando alcuni dei migliori talenti dell'intrattenimento da tutto l'emisfero, Chester sperava di presentare un'immagine del popolo americano come romantici pieni di sentimento piuttosto che semplici "ingranaggi nella macchina industriale nazionale", fornendo anche una programmazione di notizie accurata e tempestiva.

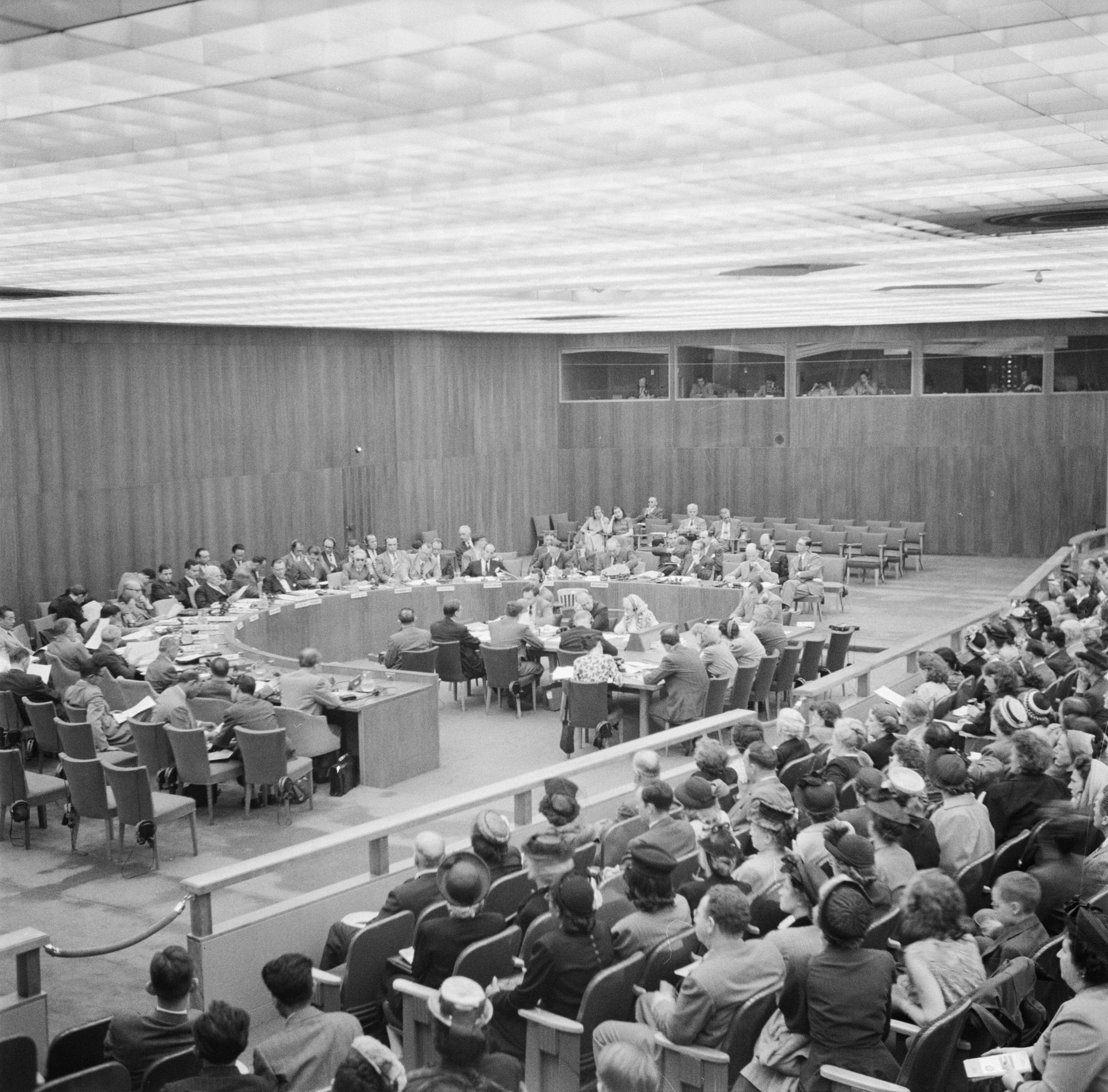
UN session in June 1948

Con l'evolversi della seconda guerra mondiale, le trasmissioni a onde corte trasmesse su "La Cadena de Las Americas" di Chester crebbero in popolarità e portata in tutta l'America Latina. Inizialmente le trasmissioni duravano solo sette ore al giorno. Nel 1945 Chester sviluppò con successo la rete per trasmettere programmi di intrattenimento e notizie di alta qualità su 114 stazioni radio affiliate in venti nazioni dell'America Latina.
Nel 1945 Chester emerse anche come produttore per la trasmissione CBS di "Program of the Three Americas", che presentava la musica di noti compositori americani come: Irving Berlin, Jerome Kern e Richard Rodgers sulla rete La Cadena de Las Americas. La trasmissione illustrava la collaborazione di Chester con Alfredo Antonini (direttore), Wendell Adams (regista) e Harry Kramer (commentatore).
Negli anni successivi Chester emerse come direttore di notizie, eventi speciali e sport per la Television Network CBS (1948). Durante questo periodo assunse un ruolo centrale nel coordinare l'integrazione della vasta rete radiofonica CBS con la divisione televisiva in evoluzione.
Nel 1949 Chester collaborò anche con uno dei Murrow Boys originali, Larry LeSueur, il consulente per i media Lyman Bryson e Benjamin V. Cohen, Assistente Segretario generale delle Nazioni Unite, in un'altra fantasiosa impresa giornalistica per la CBS. Nel corso della supervisione della storica copertura televisiva in diretta dei lavori dell'Assemblea generale delle Nazioni Unite e del Consiglio di sicurezza delle Nazioni Unite da Lake Success, New York, nella serie trasmessa "Nazioni Unite in azione" nel novembre 1949, Chester dimostrò un impegno duraturo per gli elevati standard professionali, per l'eccellenza nella trasmissione che sono furono il segno distintivo dell'intera rete CBS per i decenni a venire. La serie di trasmissioni fu premiata con il George Foster Peabody Award per Television News nel 1949.
All'inizio di un nuovo decennio Chester collaborava ancora una volta con i principali giornalisti della CBS Radio, tra cui: Edward R. Murrow ed Eric Sevareid in una discussione sui principali sviluppi delle notizie dell'anno nella trasmissione "Sfida degli anni '50 Anni di crisi" nel 1951.

### Politica
Dopo il suo ritiro dalla CBS nel 1952, Chester prestò servizio come consulente per gli affari economici ed esteri del suo amico Fulgencio Batista a Cuba. All'inizio del 1938 riferì sulla visione proclamata di Batista per la conservazione della democrazia a Cuba. Successivamente, nel 1954, Chester completò una biografia più completa che delineava l'ascesa di Batista da sergente dell'esercito alla guida del governo cubano. Dopo la fortunata ascesa al potere di Fidel Castro nel 1959, la dittatura militare di Batista del 1952-1959 crollò e Edmund Chester si unì ai ranghi di migliaia di altri cittadini e compagnie americane i cui investimenti sull'isola furono bruscamente sequestrati dal nuovo Ministero delle Merci Illecite di Cuba.

## Morte
Edmund Chester morì all'età di 75 anni il 14 ottobre 1973 a Mount Dora, in Florida. Lasciò la moglie Enna e i loro quattro figli.

## Opere
- A Sergeant Named Batista [Un sergente di nome Batista], New York, Henry Holt and Company, 1954.[54]

## Premi
Come riconoscimento dei suoi sforzi per promuovere migliori relazioni tra i popoli di Cuba e degli Stati Uniti d'America, Chester è stato insignito dell'Ordine Nazionale al Merito Carlos Manuel de Cespedes (1943) dal Governo di Cuba, la sua più alta onorificenza civile.

## Archivio
- I documenti, le fotografie e la corrispondenza di Edmund Albert Chester, relativi alla politica latinoamericana e alle trasmissioni radiofoniche della CBS in America Latina sono archiviati presso l'Online Archive of California.[56]